# Dennis Fogarasi
Dennis Fogarasi es un deportista húngaro que compitió en judo. Ganó una medalla de plata en el Campeonato Europeo de Judo de 1984, en la categoría de –78 kg.

## Palmarés internacional
| Campeonato Europeo | Campeonato Europeo | Campeonato Europeo | Campeonato Europeo |
| Año                | Lugar              | Medalla            | Categoría          |
| ------------------ | ------------------ | ------------------ | ------------------ |
| 1984               | Lieja (Bélgica)    | Medalla de plata   | –78 kg             |